# 国民識別番号
国民識別番号（こくみんしきべつばんごう）は、国内に居住する全ての個人に行政上で統一の固有の番号を振り、同姓同名などを混同させずに特定個人を識別しやすくする制度。共通番号制度（きょうつうばんごうせいど）ともいう。システムの利用対象、制度の名称、管理モデルは国により異なる。

## 概要
市民全体に重複しない番号を付与し、それぞれの個人情報をこれに帰属させることで市民全体の個人情報管理の効率化を図ろうとするものである。氏名、登録出生地、住所、性別、生年月日を中心的な情報とし、その他の管理対象となる個人情報としては、社会保障制度納付、納税、各種免許、犯罪前科、金融口座、親族関係などがある。多くの情報を本制度によって管理することによって、行政遂行コストが下がり、個人の自己情報の確認や訂正がしやすいメリットがある。コンピュータネットワークによる行政事務の効率化とサービスの利便化、脱税防止や税の公平さの確保を目的とする。
欧米ではこのような番号制度を導入している国が多い。例えばデンマークのCPR番号の場合、公共利用では住所変更手続、大学の入学手続、各種試験の本人認証、公共図書館の図書の貸し出し、病院の診察予約や検査結果の報告、処方箋記録、教育分野では成績確認、時間割の閲覧、休講情報の提供などに利用されている。また、個人が行政上必要な手続と期限の情報、受け取ることができる年金や助成金の情報、育児休暇取得可能日数の情報などの提供にも利用されている。また、デンマークのCPR番号は一定の条件で名前と住所の民間利用が認められており、銀行の口座開設、不動産契約、携帯電話契約、求職活動にも利用されている。ただし、ヨーロッパのEU指令では民間利用には「自由意志に基づく提供の合意」以上の厳しい指針が必要としており、デンマーク政府も単なる個人認証は誕生日や住所を聞くことで十分で安易にCPR番号を提示する状況は望ましくないとしている。
福祉国家である北ヨーロッパでは、「高負担高福祉」の観点から行政手続きの効率化・平等社会の実現・個人が行政サービスの手続き簡易化のために1960年代から左派与党右派野党の合意で導入されていた。。

## 国家別国民識別番号制度・導入年
国民識別番号のタイプとしては、以下のものがある。
- 社会保険制度給付と保険料納付の状況を管理するために、番号を付与するタイプ[11]。
- 住民登録に基づいて、全ての国民に番号を付与する身分証明書タイプ[注 1]。
- 納税管理を目的に、歳入庁など国家当局が利用するタイプ（納税者番号制度・グリーンカード）。

一部の国では上記によって付与した番号を軸に、その他の個人情報を管理している。
| 国名             | IDの名称                           | 用途                                         | 導入年        |
| ---------------- | ---------------------------------- | -------------------------------------------- | ------------- |
| アメリカ合衆国   | 社会保障番号（SSN）                | 社会保障、税務など                           | 1936年        |
| スウェーデン     | 個人識別番号（PIN）                | 住民登録、税務、社会保障など                 | 1947年        |
| シンガポール     | 国民登録番号（NRIC）               | 住民登録、税務、社会保障など                 | 1948年        |
| イギリス         | 国民保険番号（NINO）               | 社会保障、税務など                           | 1948年        |
| アイスランド     | 個人識別番号（Kennitala）          | 社会保障、税務など                           | 1953年        |
| 大韓民国         | 住民登録番号（RNN）                | 住民登録、税務、社会保障、マスク販売管理など | 1962年5月10日 |
| フィンランド     | 個人登録番号（PIC、henkilötunnus） | 住民登録、税務、社会保障など                 | 1962年        |
| カナダ           | 社会保険番号（SIN）                | 社会保障、税務など                           | 1964年        |
| デンマーク       | CPR番号                            | 住民登録、税務、社会保障、個人医療記録など   | 1968年        |
| ノルウェー       | 個人識別番号（PIN）                | 住民登録、税務、社会保障など                 | 1970年        |
| イタリア         | 税務番号                           | 税務                                         | 1977年        |
| ベルギー         | 国民登録番号（RRN）                | 住民登録、税務、社会保障など                 | 1983年        |
| タイ             | 国民識別番号                       | 住民登録、身分証明など                       | 1985年        |
| オーストラリア   | 税務番号（TFN）                    | 税務                                         | 1989年        |
| エストニア       | 国民ID                             | 住民登録、税務、社会保障など                 | 1990年        |
| 中華人民共和国   | 公民身分番号                       | 住民登録など                                 | 1999年        |
| 台湾（中華民国） | 中華民國統一證號                   | 住民登録、税務、社会保障、マスク販売管理など | 2003年        |
| オランダ         | 市民サービス番号（BSN）            | 住民登録、税務、社会保障など                 | 2006年        |
| ドイツ           | 税務識別番号                       | 税務                                         | 2009年        |
| インド           | アーダール                         | 本人確認や緊急時の給付金振り込みなど多数。   | 2010年        |
| 日本             | 個人番号                           | 社会保障、税務、災害対策                     | 2016年        |

## アジア

### インド
インドは2009年に「インド固有識別番号庁」（UIDAI）を設置し、各国民に12桁の番号を割り当てる「アドハー（Aadhaar）」事業に着手した。アドハーと呼ばれる国民番号の付与は2010年に始まり、2017年時点では全人口の約9割に当たる11億人以上をカバーしている。指紋や虹彩による生体認証と組み合わせることでこの制度のもとで発行された身分証には、名前や顔写真などが印刷されているほか、指紋による虹彩の生体認証情報が登録されている。
身分証明が出来るようになったため、出生届など身分を証明する書類が不備な貧困層も、社会保障など行政サービスを利用できるようになった。システムの開発・導入に約10億ドルかかったが、福祉の不正利用削減などにより累計70億ドル近い効果があったという。2017年4月には、アドハー番号と銀行口座、スマートフォンを組み合わせた電子決済「アドハーペイ」の利用が始まった。

### 韓国
韓国では、指紋情報を含む住民登録番号とカードの携帯を義務付けており、北朝鮮のスパイ対策を視野に入れた政策ともいわれる。住民登録番号（RNN）が導入されていて徴税や社会保障など医療分野でも利用されている。銀行口座の開設、パスポート、運転免許証等の各種公的証明書の発行にも必要である。

### 中華人民共和国
2011年に、全国民に指紋登録を義務づける改正住民身分証法が成立した。

#### 香港
香港ID番号という徴税や社会保障、免許証や就職などにも利用されている。

### 中華民国（台湾）
中華民国（台湾）国民には、身分証である写真入りカードが政府から与えられ、中華民國統一證號基資表にはその身分証明書番号が付されている。14歳以上の国民は10桁の個人番号が記される身分証明カード「中華民国国民身分証」の携帯が義務付けられている。2020年のコロナの際にはマスク販売管理にも用いられた。

### タイ王国
1985年9月19 日、中央登録局 (現在の登録管理局) が設立され、13 桁の国民識別番号が導入された。1983年制定の「改正国民身分証法」によって、「バット・プラチャーチョン」というカード式身分証明書の常時携行が義務付けられている。有効期限は8年間である。2010年まで携帯義務対象は15歳以上だったが、翌年から7歳以上に対象年齢が引き下げられた。1982年設立されたタイ王国内務省が翌年からタイ王国民に対する身分証明として発行している。2003年以降の交付ではプラスティック製の「ICカード型」に切り替わって発行している。

### 日本
日本では、以下のように各行政機関毎に個別の番号が付与されており、これらの国民の情報を統合するために2015年（平成27年）から個人番号（マイナンバー制度）が構築された。
- 基礎年金番号 - 年齢下限：20歳以上。数字10桁、構成：4桁 - 6桁。
- 健康保険被保険者番号 - 主に、数字6桁か8桁。
- 日本国旅券（パスポート）の番号 - 9文字、構成：アルファベット2文字と数字7桁。
- 納税者の整理番号（旧：法源番号） - 数字8桁。
- 運転免許証番号 - 年齢下限：16歳以上。数字12桁、構成：公安委員会コード、年号記号、交付番号、再交付記号、チェックディジット。
- 住民票コード - 数字11桁、構成：無作為作成の10桁と検査数字（チェックディジット）の末尾1桁。
- 雇用保険被保険者番号 - 数字11桁、構成：4桁-6桁-1桁。など[31][32]。

### シンガポール
国民登録番号（NRIC）という徴税や社会保障、免許証や銀行口座の開設などにも利用されている。

## オセアニア

### オーストラリア
オーストラリアカード案は1987年に廃案になり、1989年に納税者番号として税務番号が導入された。

## 欧米諸国
欧米諸国では日本のような社会保険料の106万円の壁のような逆転現象・就労調整が生じないように勤労税額控除などの制度を導入している。収入に応じて壁が生じないように国民識別番号制度活用で世帯所得を把握し、それに応じて社会保障給付を逓増や逓減させ、低所得世帯が住民税非課税世帯より不利にならない公平制度にしている。

### アメリカ合衆国
社会保障番号（SSN）があって徴税や社会保障、免許証や銀行口座の開設などにも利用されている。2010年から運転免許証、旅券、軍人IDカードを用いる「Real ID」が本格的に導入された。

### カナダ
1964年に社会保険番号（英: Social Insurance Number）が導入された。徴税や社会保障、パスポートや銀行口座の開設などにも利用されている。

### イギリス
1948年に国民保険番号（NI）が導入された。徴税や社会保障、就職時などにも利用されている。1995年7月以降は出生時にNHSナンバーが付与される。医療でも利用されている。

### イタリア
1977年に納税者番号制度（コーディチェ・フィスカーレ）が導入され、公的医療保険証に番号が記載されている。

### エストニア
1999年に国民ID番号が導入された。15歳以上の全国民が国民IDカード（eIDカード）所持が義務付けられている。

### ドイツ
2003年に納税者番号（Steuer-Identifikations-Nummer）として税務識別番号が導入された。医療では医療被保険者番号が導入されている。

### スウェーデン
1947年に個人識別番号（PIN、スウェーデン語：personnummer）が導入されて全国民に付与されている。発行者はスウェーデン税務庁で、確定申告、社会保障給付申請、免許証新成人申請時の個人認証、自動車登録、建築許可申請、出生届、婚姻届、年金手続、医療機関予約など、広範な分野で使用されている。
PIMが保有する個人情報は、PIN、氏名、住所、管理教区、本籍地、出生地、国籍、婚姻関係、家族関係、所得税賦課額、本人・家族の所得額、本人・家族の課税対象資産、保有する居住用不動産、不動産所在地の県の地域番号、建物の類型、不動産の評価額、ダイレクトメール送付の是非、当該ファイルの最終変更日付など住民登録、納税、社会保障、教育等のほぼすべての行政分野と銀行、民間保険、携帯電話等の民間分野多岐に渡る制度になっている。
スウェーデンの年金制度でサラリーマンと自営業者が一本化できているのには個人識別番号制などが整備されていること、社会保障料の徴収を所得税などの徴収にあわせて税務署で同時に行われているため、日本のように年金の社会保険料は納めないという対応はできないようになっていること、保険料を納付すればするほど老後の年金額が増加する仕組みとなっているため、自営業の保険料納付意欲を高めることにつながっている。上記の3つの理由により 自営業者側による社会保険料の納付についてサラリーマン側が徴税への不信感を抱く状況とはなっていないためである。

### ノルウェー
個人識別番号（PIN）がある。徴税や社会保障、銀行口座の開設などにも利用されている。

### デンマーク
CPR番号がある。当初は公的な利用のみが想定されていたが、住民個人ごとに一意の番号を持つことから、次第に個人証明としても利用されるようになった。徴税や社会保障、銀行口座の開設や免許証などにも利用されている。医療制度でも同じ番号が利用されている。
また、CPR番号をインターネットで利用するためのNemIDも制定されている。

### フィンランド
個人識別番号（PIC）がある。徴税や社会保障、パスポートや銀行口座の開設などにも利用されている。

### オランダ
SoFi-nummer（社会保障番号）が徴税や社会保障、銀行口座の開設や就職時などにも利用されている。

### フランス
INSEEコード（NIR）が採用され、公的医療保険証（ヴィタルカード）に記載されている。さらにINSとNDPという識別制度が医療では利用されている。

### ベルギー
社会保障番号（Numéro d'identification de la sécurité sociale - NISS）が存在し、医療受給のためのSISカードに記載されている。

### アイスランド
個人識別番号（Kennitala）が導入されている。徴税や社会保障、銀行口座の開設や免許証などにも利用されている。

## アフリカ

### ナイジェリア
ナイジェリア国民識別番号 (NIN) は、11桁であり、ナイジェリア人および合法的居住者に割り当てられている。